# سیارک ۱۰۶۴۷
سیارک ۱۰۶۴۷ (به انگلیسی: 10647 Meesters، نامگذاری:3074P-L) ده هزار و ششصد و چهل و هفتمین سیارک کشف شده‌است که در ۲۵ سپتامبر ۱۹۶۰ کشف شد.